# Kenický
Kenický je přírodní rezervace poblíž obce Střeň v okrese Olomouc. Oblast spravuje AOPK ČR Správa CHKO Litovelské Pomoraví. Důvodem ochrany je druhově i prostorově diferencovaný lužní les uvnitř živého meandru.

## Fotogalerie

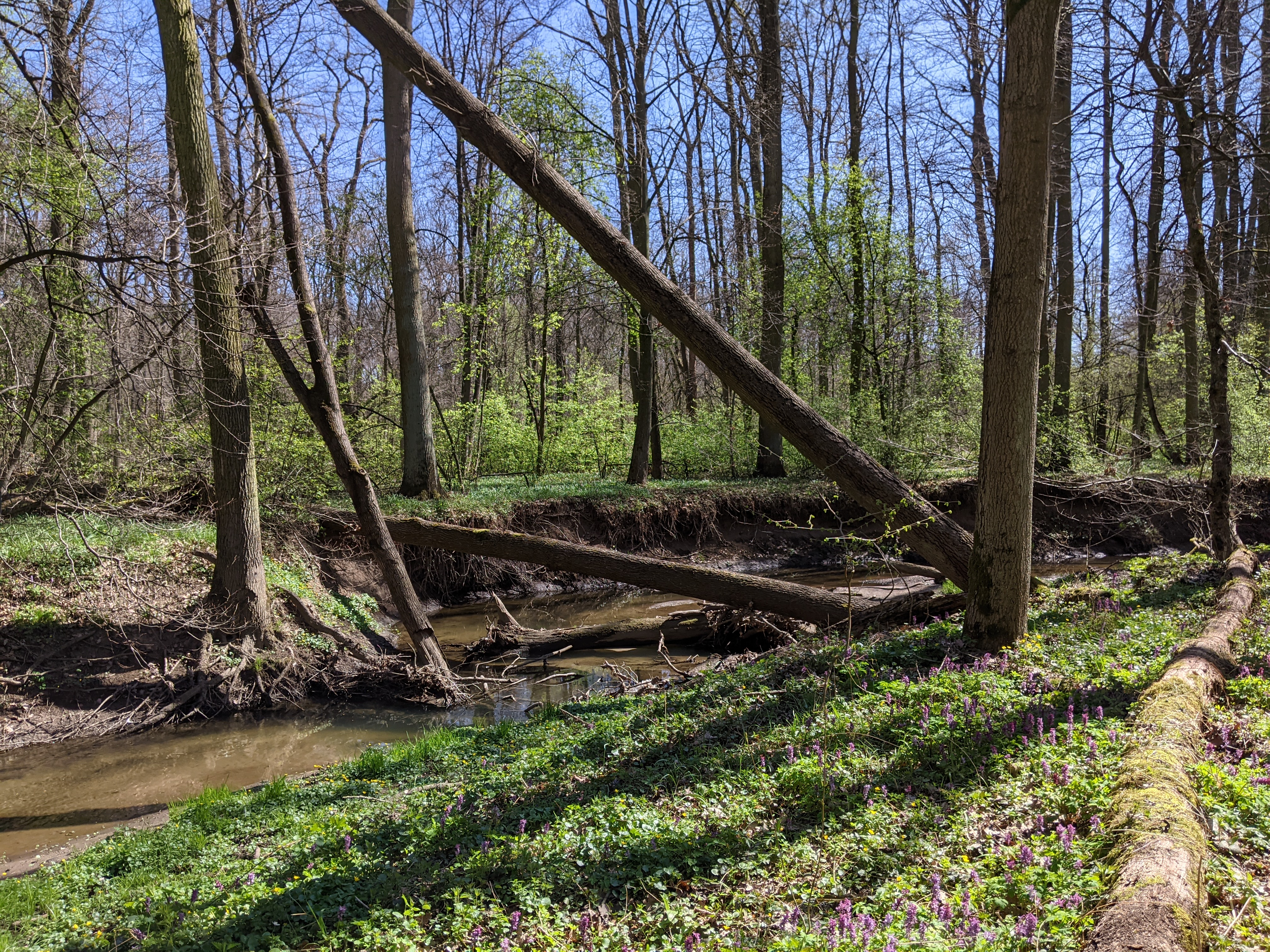
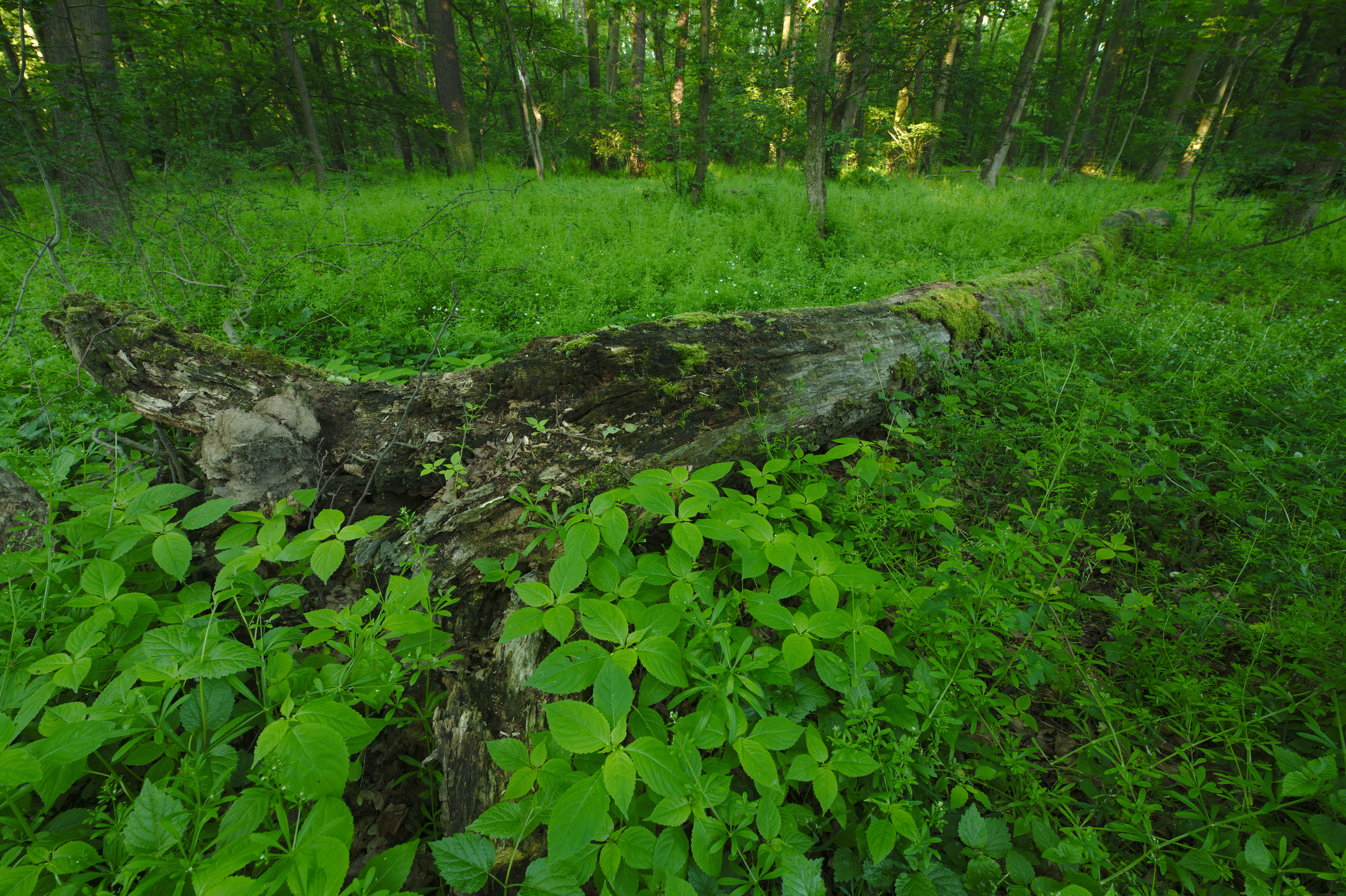
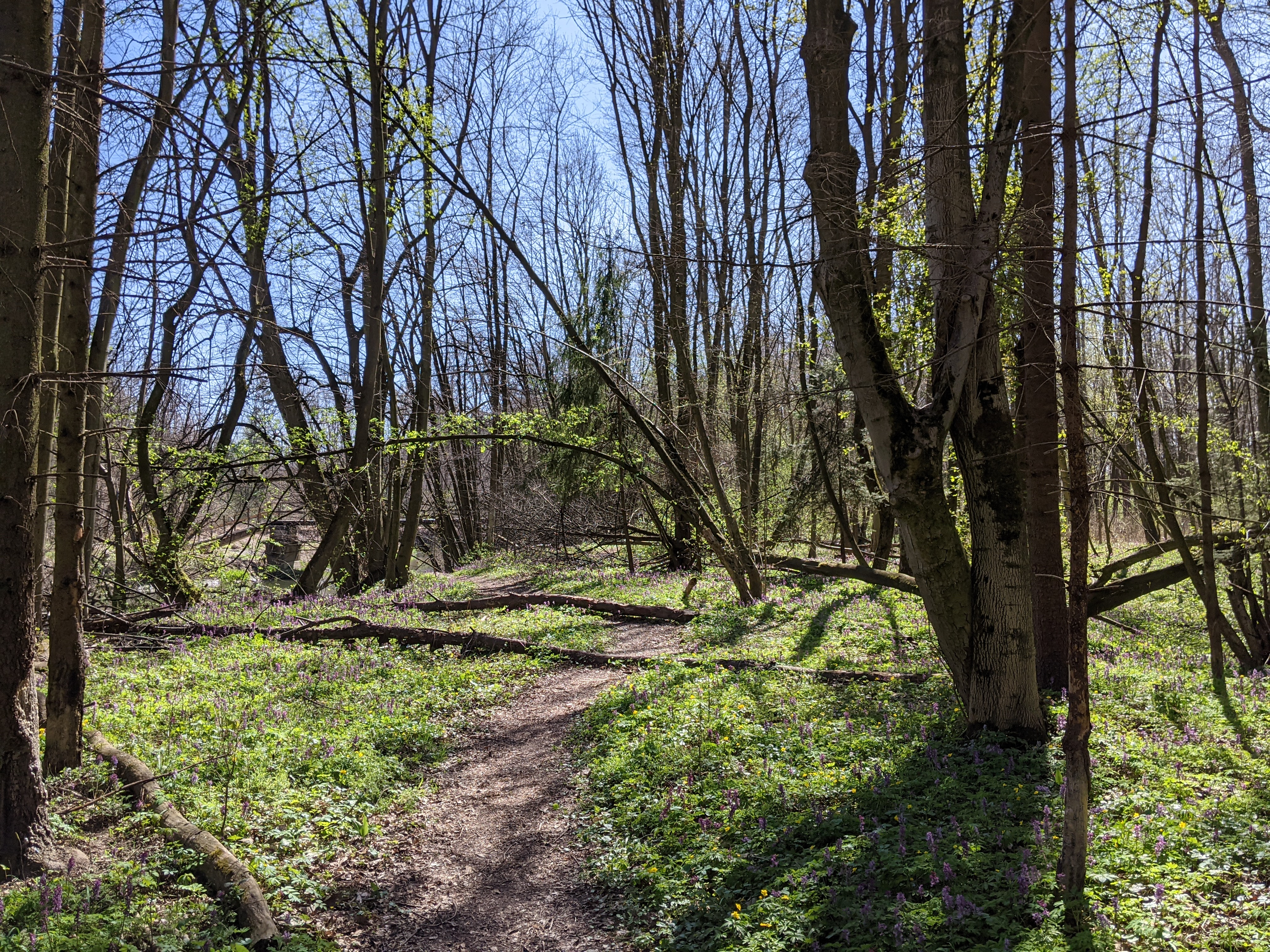